# سوبر بايبر ماريو
سوبر بايبر ماريو (بالإنجليزية: Super Paper Mario‎؛ باليابانية: スーパーペーパーマリオ) هي لعبة أكشن تقمص الأدوار صدرت عام 2007 طورتها إنتيليجنت سيستمز ونشرتها نينتندو لمشغل وي. هي اللعبة الثالثة في سلسلة بايبر ماريو. تتبع اللعبة ماريو وبيتش وباوزر ولويجي أثناء محاولتهم جمع القلوب النقية وإيقاف كاونت بليك وأتباعه من تدمير الكون.
في حين أن ألعاب بايبر ماريو السابقة تعتمد على تناوب الأدوار، فإن سوبر بايبر ماريو بها عناصر من ألعاب تقمص الأدوار ومنصات التمرير الجانبي؛ وصفها بعض النقاد بأنها مزيج من النوعين. الميزة الرئيسية للعبة هي قدرة ماريو على التنقل بين المنظورين ثنائي الأبعاد وثلاثي الأبعاد. يلعب معظم اللعبة في منظور ثنائي الأبعاد، مع استخدام المنظور ثلاثي الأبعاد لحل الألغاز والوصول إلى المناطق التي لم يكن من الممكن الوصول إليها سابقًا. يتمتع بيتش وباوزر ولويجي أيضًا بقدرات فريدة، ويمكن اكتساب قدرات إضافية من خلال الحصول على شخصيات شركاء تُعرف باسم بيكسلز.
تلقت سوبر بايبر ماريو تقييمات إيجابية بشكل عام وكانت واحدة من أفضل ألعاب وي التي روجِعَت لهذا العام. أشاد النقاد بأسلوب اللعب، وآلية تقليب الأبعاد، والأصالة، والقصة، على الرغم من أن القدر الكبير من النص تلقى بعض الانتقادات. رُشِحَت وفازت بالعديد من الجوائز، بما في ذلك جائزة أفضل لعبة تقمص الأدوار في حفل توزيع جوائز ساتالايت الثاني عشر؛ اعتبرها النقاد منذ ذلك الحين واحدة من أفضل الألعاب على وي. بيعت أكثر من 4.23 مليون نسخة اعتبارًا من عام 2014، مما يجعلها أكثر لعبة مبيعًا في سلسلة بايبر ماريو وواحدة من أكثر ألعاب وي مبيعًا. في عام 2016، أعيد إصدار اللعبة على وي يو إي شوب. تبعتها اللعبة الرابعة في السلسلة، بايبر ماريو: ستيكر ستار، في عام 2012.

## أسلوب اللعب

يمكن للاعب، مثل ماريو، التنقل بين منظور ثنائي الأبعاد (الأعلى) ومنظور ثلاثي الأبعاد (الأسفل)، وكشف أسرار غير مرئية في البعد الآخر.

سوبر بايبر ماريو هي لعبة منصات مع عناصر أكشن تقمص الأدوار، وهي تميز نفسها عن الألعاب السابقة في السلسلة. مثل سابقاتها، تتكون الرسومات من بيئات ثلاثية الأبعاد وشخصيات ثنائية الأبعاد تبدو وكأنها مصنوعة من الورق. يتحكم اللاعب في ماريو والعديد من الشخصيات الأخرى، ويتغلب على المنصات الخطية كما هو الحال في ألعاب ماريو الأخرى. هدف اللاعب هو جمع القلوب النقية الثمانية وهزيمة الخصم الرئيسي كاونت بليك. يمكن للاعب التحدث إلى الشخصيات غير القابلة للعب أو هزيمة الأعداء أو التفاعل مع البيئة. على عكس ألعاب بايبر ماريو السابقة التي استخدمت نظام معركة قائم على الأدوار خارج عالم العبور، في سوبر بايبر ماريو تكون جميع المعارك في الوقت الفعلي. تُكتَسَب نقاط الخبرة بعد هزيمة الأعداء والسماح للاعب برفع المستوى لزيادة إحصائياته. يمكن لماريو «التبديل» مؤقتًا بين الأبعاد، حيث تدور الكاميرا 90 درجة لتكشف عن منظور ثلاثي الأبعاد للمسرح، وكشف العناصر المخفية في المنظور ثنائي الأبعاد العادي، ويمكن استخدامها للمناورة حول العوائق التي لا يمكن عبورها في المنظور الثنائي الأبعاد.
طوال اللعبة، ينضم بيتش وباوزر ولويجي إلى حفلة اللاعب كشخصيات قابلة للعب، ولكل منها قدرات فريدة تستخدم للتغلب على عقبات معينة. يستطيع لويجي القفز لأعلى، وبيتش يمكنها التحليق والوصول إلى المناطق التي يتعذر الوصول إليها، ويمكن لباوزر أن تنفث النار لهزيمة الأعداء؛ فقط ماريو يحتفظ بالقدرة على التنقل بين ثنائي الأبعاد وثلاثي الأبعاد. يمكن للاعب التبديل بين أي شخصية في المجموعة في أي وقت باستخدام قائمة داخل اللعبة. يحصل على مخلوقات تشبه الجنيات تسمى «بيكسلز» والتي تمنح كل منها قدرة إضافية، مثل ثورو، الذي يسمح للاعب بالتقاط الأشياء ورميها. يمكن أن يكشف تيبي، وهو بيكسل يرافق اللاعب منذ بداية اللعبة، عن تلميحات لهزيمة الأعداء ويستخدم للعثور على الأسرار في بيئة اللعبة.
عالم اللعبة الرئيسي هو مدينة فليبسايد، التي توصف بأنها تقع «بين الأبعاد»، ولها نظير معكوس، فلوبسايد، مفتوح في النصف الثاني من اللعبة. من فليبسايد وفلوبسايد، يمكن للاعب السفر إلى عوالم مختلفة عبر أبواب الأبعاد. الوصول إلى كل عالم مقفل في البداية؛ إكمال كل عالم واستعادة القلب النقي فيه يفتح الوصول إلى العالم التالي.

## الحبكة
تبدأ سوبر بايبر ماريو مع كونت لايك يخطف باوزر والأميرة بيتش ويجبر الاثنين على الزواج. اتحادهم، كما تنبأ دارك برونوستيكز، يستدعي قلب الفوضى. يتحكم بليك في قليب الفوضى ويستخدمه لفتح الفراغ، وهو صدع متعدد الأبعاد يتوسع ببطء، من أجل تدمير الكون المعيب وإنشاء عالم مثالي في مكانه. نُقِلَ ماريو إلى فليبسايد بواسطة تيبي وكُلِفَ من قبل ميرلون بجمع القلوب النقية الثمانية، والتي تعتبر ضرورية للتراجع عن الدمار. ماريو، بعد تعلم القدرة على التنقل بين الأبعاد، يبدأ رحلته مع تيبي إلى جانبه، ويسافر إلى عوالم مختلفة لجمعها.
أثناء المغامرة، يجتمع ماريو مجددًا مع بيتش وباوزر، اللذان ينضمان إليه في المهمة. يرسل بليك أتباعه، دمينتيو وميمي وأوتشانكس، بالإضافة إلى لويجي الذي غُسِلَ دماغه لمهاجمة مجموعة ماريو وإبطاء تقدمهم. يستعيد لويجي ذكرياته في النهاية وهو آخر من انضم إلى مجموعة ماريو. نجح ماريو في جمع كل القلوب النقية الثمانية، ولكن ليس قبل أن يكبر الفراغ بما يكفي لمحو أحد العوالم.
في ذكريات الماضي، كُشِفَ عن أن كونت بليك وتيبي كانا في الأصل عاشقين بلوميير وتيمباني. رفض والد بلوميير علاقتهما، ونفى ولعن تيمباني للتجول بين الأبعاد إلى الأبد. سيطر بلوميير، في حالة من اليأس، على دارك برونوستيكز، مصممًا على إنهاء الكون وإنشاء عالم جديد ومثالي في مكانه. دون علمه، عثر ميرلون على تيمباني وأنقذها بتحويلها إلى بيكسل، لكنها فقدت ذكرياتها. يدرك الاثنان ببطء هوية الآخر على مدار اللعبة.
مع القلوب النقية الثمانية، يسافر الأبطال إلى قلعة بليك. يواجهون كل من أتباع بليك لكنهم يضيعون واحدًا تلو الآخر: يبدو أن باوزر وأوتشانكس قد تحطموا بسبب السقف المتساقط؛ تقع بيتشوميمي في حفرة. ويبدو أن دمينتيو يقتل نفسه ولويجي. يواجه ماريو وتيبي بليك وحده؛ تكشف تيبي عن نفسها بأنها تيمباني، لكن بليك يرفض إنهاء خطته. يعود الأبطال الآخرون ويهزمون بليك باستخدام قوة القلوب النقية. بليك، بالعودة إلى هويته بلوميير، يحث الأبطال على قتله لتدمير قلب الفوضى وتجنب نهاية العالم؛ ومع ذلك، استولى عليه من قبل دمينتيو، الذي قتل على ما يبدو مساعد بليك ناساتيا وغسل دماغ لويجي ليخدم كمضيف لقلب الفوضى. يُنقَل بلوميير وتيبي بعيدًا، ويظهر الأبطال الباقون فوق طاقتهم بدون قوة القلوب النقية؛ ومع ذلك، فإن الحب بين بلوميير وأوتشانكس وميمي يعيد قوتهم.
يُدَمَّر دمينتيو لكنه يترك وراءه ظلًا من قوته لضمان أن يتمكن قلب الفوضى من إنهاء مهمته. يتزوج بلوميير وتيمباني، الأمر الذي يقضي على قلب الفوضى ويعكس تدميره. الأبطالا، إلى جانب أوتشانكس وميمي وناساتيا الذي أعيد إحياؤه، يعودون إلى فليبسايد، لكن بلوميير وتيمباني مفقودون؛ يتعهد أوتشانكس وميمي وناساتيا بإنشاء العالم المثالي الذي وعد بلوميير بصنعه.

## التطوير والإصدار

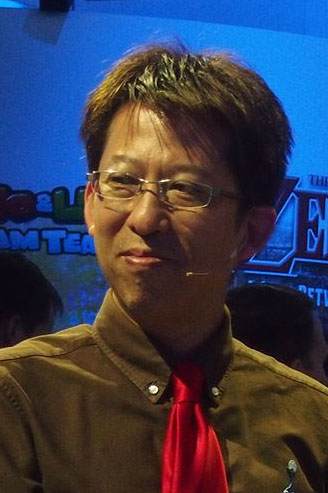
كانت لعبة سوبر بايبر ماريو أول لعبة بايبر ماريو أَنتَجَها كينسوكي تنابي. منذ ذلك الحين أصبح تنابي ينتج كل لعبة في السلسلة حتى الآن.

طورت إنتيليجنت سيستمز ألعاب السلسلة السابقة وسوبر بايبر ماريو. غيّر المخرج ريوتا كواد المفهوم التقليدي للألعاب السابقة بقصد مفاجأة المعجبين بمفهوم جديد. أثناء إنشاء مفاهيم اللعبة، قام بتنفيذ التبديل من خلال الأبعاد؛ لقد اختلف في القتال عن أجزاء اللعبة السابقة ليتناسب مع فكرة مبادلة الأبعاد. عندما قُدِمَ إلى المنتج كينسوكي تنابي، اتفق كلاهما على أن اللعبة ستعمل بشكل أفضل بأسلوب لعبة فيديو أكشن ومغامرات، على الرغم من أنه طلب من الموظفين الاحتفاظ بمخطط تقمص الأدوار. وجد كواد صعوبة في «إنشاء علاقة توافقية بين العالمين ثنائي الأبعاد وثلاثي الأبعاد»، وأشار إلى أن العملية تتألف من التجربة والخطأ. قال إن إنشاء مستوى واحد «يتطلب جهودًا لإنشاء مستويين»، حيث يهدفون إلى إضافة أسرار في المنظور ثلاثي الأبعاد لم تكن مرئية في المنظور ثنائي الأبعاد.
في 11 مايو 2006، أُعلِنَ عن سوبر بايبر ماريو لغيم كيوب من خلال تشويقة في معرض الترفيه الإلكتروني 2006، ليتصدر في الربع الرابع من عام 2006. اختارت نينتندو عدم وجود غيم كيوب على أرض العرض للحصول على عرض توضيحي يمكن تشغيله. قامت غيم سبوت بإدراج سوبر بايبر ماريو كمرشح نهائي لاختيار محرر معرض الترفيه الإلكتروني الخاص بها. أكدت نينتندو تاريخ الإصدار في 9 أكتوبر 2006 في وقت لاحق في مايو. عُيِّنَت سوبر بايبر ماريو لتكون واحدًة من آخر ألعاب غيم كيوب من نينتندو، ولكن انتقل التطوير إلى وي في عام 2006. صدرت في أبريل 2007، لتصبح أول لعبة ماريو للوي. احتُفِظَ بضوابط التحكم المشابهة لنسخة غسم كيوب، ولم تُنَفَّذ عناصر التحكم في حركة وي.
تحتوي نسخ بال المبكرة على خطأ إذا ضُبِطَت اللغة على الإنجليزية أو الألمانية أو الإسبانية. وفقًا لنينتندو أوروبا، إذا تحدث ماريو إلى شخصية ميمي الغير قابلة للعب في الفصل 2-2 دون التقاط مفتاح أولاً، فستتجمد اللعبة، وستجبر اللاعب على إعادة التشغيل من آخر عملية إنقاذ. عرضت شركة نينتندو أوروبا استبدال أي أقراص ألعاب متأثرة بأقراص مصححة مجانًا.

## التقييم
| التقييم |                    |
| --- | ------------------ |
| مجموع النقاط المجموع نقاط ميتاكريتيك 85/100 (56 مراجعة) نتائج المراجعة نشرة نقاط إلكترونك غيمينغ مونثلي +B يورو غيمر 8/10 فاميتسو 35/40 [ 19 ] غيم إنفورمر 9.5/10 غيم سبوت 8.8/10 غيم سباي 8/10 غيمز رادار 4/5 غيم تريلرز 8.7/10 نينتندو لايف نينتندو ورلد ريبورت 9/10 آر بي غيمر 4.12/5 |                    |
| مجموع النقاط |                    |
| المجموع | نقاط               |
| ميتاكريتيك | 85/100 (56 مراجعة) |
| نتائج المراجعة |                    |
| نشرة | نقاط               |
| إلكترونك غيمينغ مونثلي | +B                 |
| يورو غيمر | 8/10               |
| فاميتسو | 35/40              |
| غيم إنفورمر | 9.5/10             |
| غيم سبوت | 8.8/10             |
| غيم سباي | 8/10               |
| غيمز رادار | 4/5                |
| غيم تريلرز | 8.7/10             |
| نينتندو لايف | 9/10 stars         |
| نينتندو ورلد ريبورت | 9/10               |
| آر بي غيمر | 4.12/5             |

وفقًا لمجمع المراجعة ميتاكريتيك، تلقت سوبر بايبر ماريو «تقييمات إيجابية بشكل عام» بدرجة 85 من أصل 100، بناءً على 57 ناقدًا؛ لديها سادس أعلى درجة بين ألعاب وي التي صدرت في عام 2007.
تلقى ميكانيكي التقليب البعد مراجعات إيجابية بشكل عام. وصف غيماسوترا اللعبة بأنها «إصدار وي تاريخي» و«ضربة مع النقاد». أشار الموقع إلى أن آلية تقليب أبعاد اللعبة، والألغاز، والإبداع، والكتابة تلقت إشادة من النقاد وأن معظم الانتقادات كانت موجهة إلى عدم قدرتها على إرضاء أولئك الذين يبحثون عن لعبة تقمص أدوار أو لعبة منصات. حظيت قصتها أيضًا بالثناء، على الرغم من أن بعض الانتقادات وجهت إلى كمية كبيرة من النص. أعرب براين فور، مراجع غيم إنفورمر، عن تقديره لإدراج المزيد من عناصر المنصات وميكانيكية تقليب البعد، بينما أشاد بالكتابة باعتبارها «الأفضل» في أي لعبة ماريو تقمص الأدوار. أشاد مراجعون فاميتسو بآلية تقليب الأبعاد والتوازن ومخطط التحكم.
وصف مات كازاماسينا من آي جي إن اللعبة بأنها «لا بد من شرائها» وأثنى على مزيجها من أنماط المنصات وأنماط تقمص الأدوار وعناصر التحكم والكتابة، لكنه انتقد الكمية «السخيفة» من النص والمظهر «القاحل» للأجزاء ثلاثية الأبعاد. كما انتقدت شركة غيم تريلرز الاعتماد على النص، لكنها أشادت بالقصة بالإضافة إلى أسلوب اللعب «القوي» و«الإدمان». أشاد برين ويليامز من غيم سباي بـ«خط القصة الغريب والممتع للغاية» بالإضافة إلى تصميم المرحلة وعناصر التحكم، لكنه قال إنها سهلة للغاية وتفتقر إلى قيمة إعادة التشغيل. أشاد بريت إلستون، مراجع غيمز رادار باللعبة لرسوماتها وحوارها وضوابطها، لكنه قال إنها بدأت «تتلاشى مع اقتراب النهاية».
وصف شين بيتنهاوزن من إلكترونك غيمينغ مونثلي سوبر بايبر ماريو بأنها «يجب أن يلعبها أي مالك وي» وأثنى على إبداعها وأسلوب لعبها وألغازها ونصها ولكنه انتقد عناصر تقمص الأدوار «غير المطبوخة جيدًا». كما أعرب جون ووكر، مراجع يورو غيمر، عن انتقاده لعناصر اللعبة، ووصفها بأنها «أضعف قليلاً» من معظم منصات ماريو، لكنه أشاد بكتابتها باعتبارها «مرحة باستمرار، وفي النهاية، مؤثرة بشكل مثير للإعجاب». قال ريكاردو توريس من غيم سبوت إن اللعبة «لم تكن على قدم المساواة تمامًا مع بعض الأجزاء الأخرى في السلسلة» ولكنه أشاد بأسلوب اللعب والكتابة والطول والمهام الجانبية. انتقد مايكل كول من نينتندو ورلد ريبورت بعض «الألغاز المملة» والتراجع، وأشاد بالكتابة والمرئيات وأسلوب اللعب ووصفها بأنها «رسالة حب غريبة وغير متوقعة لمحبي نينتندو». أشاد العديد من المراجعين في آر بي غيمر الكتابة والحوار الكوميدي.

### المبيعات
في الأسبوع الأول من إطلاقها في اليابان، باعت سوبر بايبر ماريو 144000 نسخة، وهو إجمالي مماثل لألعاب بايبر ماريو السابقة. صُنِفَت على أنها أكثر لعبة مبيعًا في الأسبوع. وفقًا لمجموعة إن بي دي، باعت اللعبة 352000 نسخة في الولايات المتحدة في أبريل 2007، لتحتل المرتبة الثالثة كأكثر لعبة مشغل مبيعًا في أبريل 2007 في الولايات المتحدة خلف بوكيمون دايمند وبوكيمون برل. بحلول مارس 2008، نينتندو أبلغت عن 2.28 مليون نسخة بيعت في جميع أنحاء العالم، مع بيع 500000 نسخة في اليابان و1.78 مليون نسخة بيعت في الخارج. وفقًا لكوتاكو، باعت اللعبة أكثر من 4.23 مليون نسخة في جميع أنحاء العالم، مما يجعلها الأكثر مبيعًا في سلسلة بايبر ماريو.

### الجوائز والأوسمة
رُشِحَت سوبر بايبر ماريو لأفضل لعبة تقمص أدوار وأفضل لعبة وي في غيم سبوت وجائزة آي جي إن أفضل ما في 2007، وفازت بجائزة أفضل تقمص أدوار من آي جي إن. رُشِحَت اللعبة لجائزتي أفضل لعبة مغامرات ولعبة العام من 1أب.كوم. تلقت اللعبة ستة ترشيحات لجوائز من نينتندو باور، بما في ذلك لعبة وي للعام ولعبة العام، وفازت بجائزة اختيار القارئ في تصنيف أفضل قصة / كتابة. صنفت ثاني أفضل لعبة وي لهذا العام في جوائز اختيار محرر آر بي غيمر، وصنفها ثلاثة من تسعة محررين من آر بي جي فان ضمن أفضل خمس ألعاب تقمص أدوار لهذا العام. صنف كل من سي نت، آي جي إن، غيم إنفورمر، غيم سبوت وغيمز رادار اللعبة كواحدة من أفضل الألعاب لمشغل الوي.
| الجائزة                                  | تاريخ الحفل    | التصنيف                    | النتيجة | المرجع |
| ---------------------------------------- | -------------- | -------------------------- | ------- | ------ |
| جوائز ألعاب الأكاديمية البريطانية الرابع | 23 أكتوبر 2007 | التعاون                    | رُشِّح     | [ 49 ] |
| جوائز سبايك لألعاب الفيديو 2007          | 09 ديسمبر 2007 | أفضل لعبة وي               | رُشِّح     | [ 50 ] |
| جوائز ساتالايت الثاني عشر                | 16 ديسمبر 2007 | لعبة تقمص الأدوار المتميزة | فوز     | [ 51 ] |

## وصلات خارجية
- سوبر بايبر ماريو في قاعدة بيانات الأفلام على الإنترنت (بالإنجليزية)
- الموقع الرسمي
 (باليابانية)